# Monlam

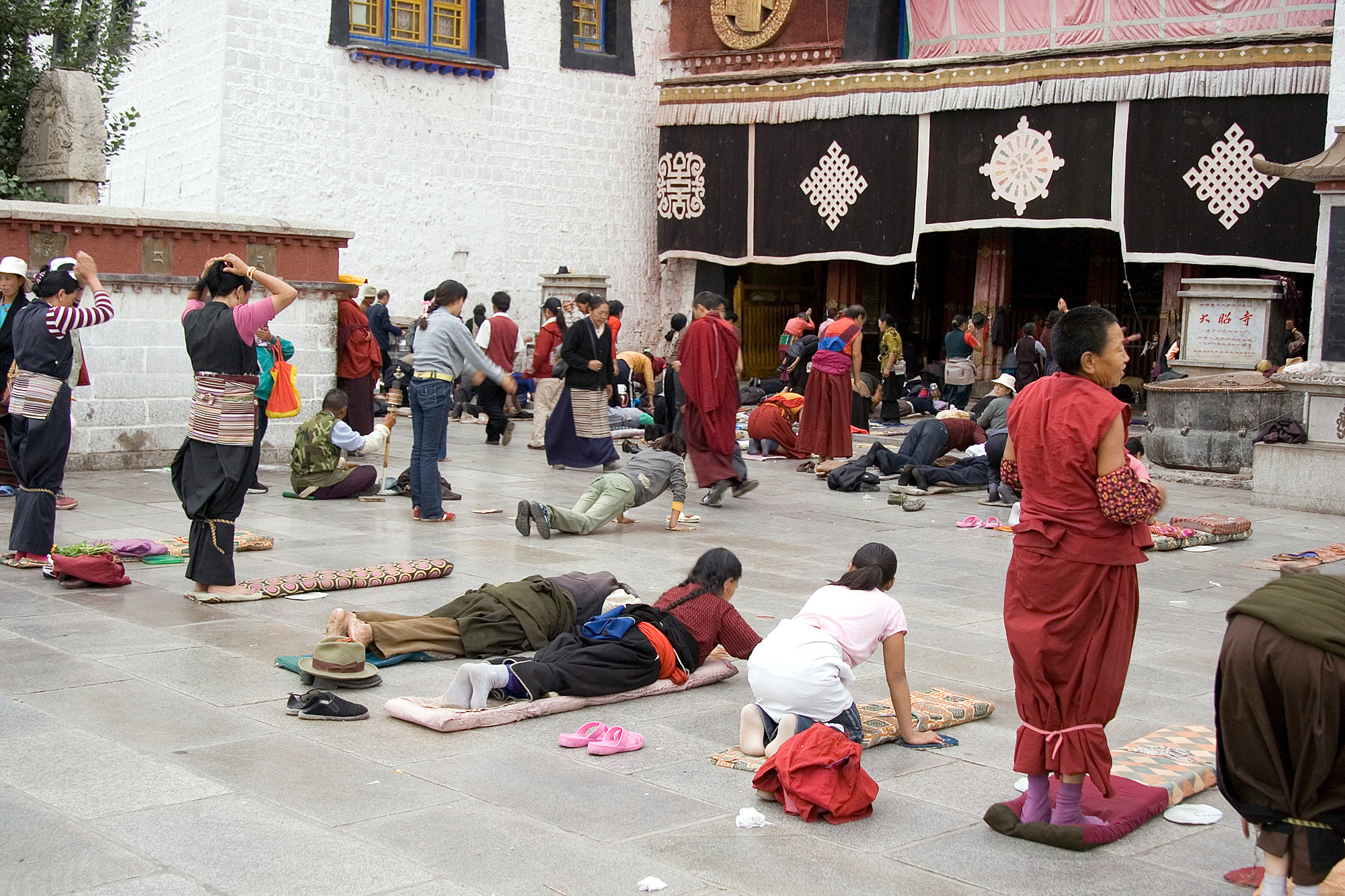
Peregrinos en el templo de Jokhang durante el Monlam, en Lhasa, la capital tibetana

El Monlam o festival de la Gran Oración fue fundado por el maestro Je Tsongkhapa en 1409. Junto al Losar, que es el festival del año nuevo, es una de las principales celebraciones del Tíbet. 

## Características
Este festival sigue a las fiestas de año nuevo, el Losar, que es el primer día del año, y coincide con el inicio anual del ciclo lunar. La fecha se escoge según la astrología tibetana. 
El festival se desarrolla del tercer al decimoséptimo día del mes lunar, realizándose el octavo día una liberación de animales en homenaje al Buda Sakyamuni, desplegándose el trigésimo día un tanka, celebrándose el decimocuarto danzas Cham, exponiéndose el decimoquinto esculturas (torma) y realizándose el decimosexto una procesión del Buda Maitreya. 
Durante la Revolución Cultural, el gobierno chino prohibió el Monlam y aunque se restableció en 1985, de nuevo se prohibió en 1990.
En los monasterios creados  en la India, el Molan se ha ido restableciendo gradualmente .